# Teya Dora
Teya Dora, född  1 maj 1992 i Bor,  är en serbisk sångerska som representerade Serbien i Eurovision Song Contest 2024 med låten "Ramonda".
Teya Dora var under våren 2024 Balkans mest streamade artist på Spotify och hade regionens mest spelade låt ”Džanum” som bland annat blev en topp 10 hit i Kroatien.